# Burg Ordenberg
Die Burg Ordenberg ist eine abgegangene Höhenburg bei Nordstemmen in Niedersachsen.

## Lage und Beschreibung
Die Reste der Burg liegen auf der Kuppe der Hohewarte, einer 177 m ü. NHN hohen Erhebung des Schulenbergs. Südlich angrenzend liegt der Marienberg mit dem Schloss Marienburg. Etwas unterhalb der früheren Burgstelle stand an der Nordostseite der Hohewarte die 1857 eröffnete und 1976 abgebrannte Waldgaststätte Marienberg. An Befestigungsanlagen haben sich am Nordwesthang der Erhebung auf etwa 125 Meter Länge Wall- und Grabenreste erhalten. Der sechs Meter breite Wall hat eine Höhe von bis zu einem Meter.
Carl Schuchhardt führte um 1900 Ausgrabungen auf der Burgstelle durch. Dabei legte er auf der Bergkuppe die Fundamente eines Turms frei, den er als ”rundlichen Wartturm” ansprach. Die Deutung leitete er von einer im 19. Jahrhundert überlieferten Flurbezeichnung „Hohewarte“ ab. Wahrscheinlich grub er die Burg Ordenberg aus, wofür geborgenen Fundstücke sprechen. Es handelte sich um Ziegel und harte graue Irdenware, die sich in das Spätmittelalter datieren ließen.

Von der Burg auf der Kuppe haben sich nur geringe Spuren erhalten, die in jüngerer Zeit überprägt worden sind. Laut einem Messtischblatt vom Ende des 19. Jahrhunderts stand an der Stelle ein Aussichtsturm. Heute befindet sich dort ein Wasserbehälter, der für die unterhalb gelegene Waldgaststätte errichtet wurde. Ein Wall mit innenliegendem Graben befindet sich im Südosten der Bergkuppe. Schuchhardt bezeichnete ihn als modernes Wasserreservoir für das Schloss Marienburg. Der Archäologe Erhard Cosack sieht darin den unvollendeten Teil einer eisenzeitlichen Befestigung.

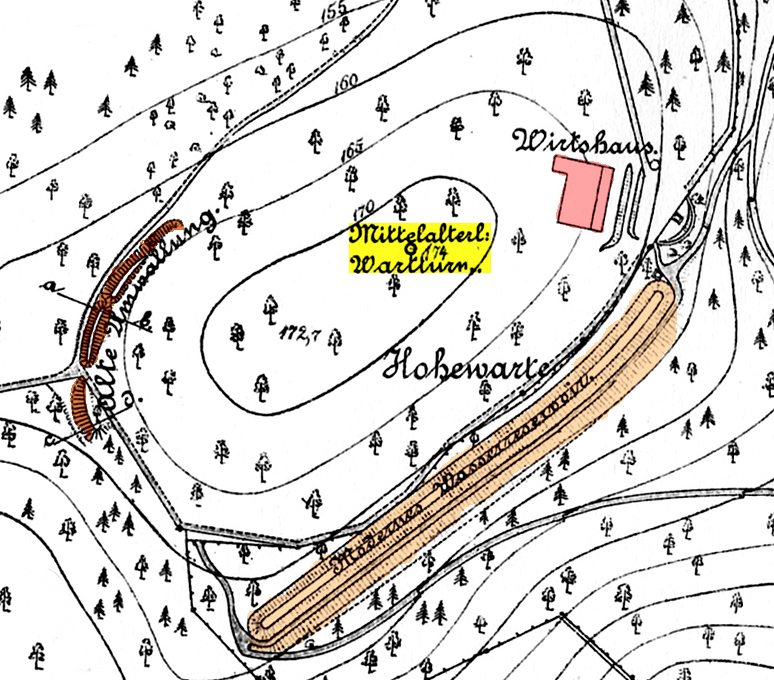
Geländeaufnahme von 1895 der Erhebung Hohewarte mit der Burg Ordenberg, die damals noch als mittelalterlicher Wartturm angesehen wurde. Links Walllrest der Burg, rechts die 1976 abgebrannte Waldgaststätte und unten das moderne Wasserreservoir für Schloss Marienburg

## Geschichte
Eine Familie von Ordenberg wird von 1176 bis zum Ende des 13. Jahrhunderts genannt. Die Angehörigen tauchen in Urkunden der Bischöfe von Hildesheim auf. 1228 erlosch das Geschlecht und vermutlich erhielten die Bock von Wülfingen die heimgefallenen Lehen der von Ordenberg. Darauf deutet, dass zwischen 1270 und 1280 Albert Ordenberg I. Bock von Wülfingen mit dem Beinamen Ordenberg überliefert ist. Bis in die erste Hälfte des 15. Jahrhunderts waren die Bock von Wülfingen mit der Burg Ordenberg belehnt. Wahrscheinlich war sie 1458 bereits wüst gefallen, da Wilhelm Klencke nur mit der Burgstelle belehnt wurde. Im Hildesheimer Lehnbuch von 1801 wird berichtet, dass vom Ort des Schlosses Ordensberg nichts bekannt ist und das Lehen wahrscheinlich in der Hildesheimer Stiftsfehde (1519–1523) verlorengegangen ist.